# قائمة المستشفيات في لبنان
هذه قائمة بالمستشفيات في لبنان :
- مستشفى الأمل دي روزوار (حداد) - الجميزة - بيروت
- مستشفى د. احمد المصري - بدنايل - البقاع
- مستشفى تل الشيحة - زحلة - البقاع
- فندق ديو دي فرانس - بيروت
- مستشفى التتاري - بعلبك
- مستشفى سانت تريز - الحدث
- مستشفى الإيمان - عاليه
- مركز بعقلين الطبي - بعقلين
- مستشفى سيدة زغرتا - زغرتا
- مستشفى المظلوم - طرابلس
- المستشفى الوطني - عاليه
- المركز الطبي للجامعة الأمريكية - بيروت
- مستشفى عكار رحال - حلبا عكار
- مستشفى السلام - طرابلس
- مستشفى بهمان - الضاحية
- مركز بلفيو الطبي - المنصورية
- مستشفى بيروت العام - بيروت
- مستشفى بيت شباب - بيت شباب ( المتن الشمالي )
- مجموعة بخازي الطبية - بيروت
- مستشفى دي بهانس - بهانس
- مركز مشفى دو نورد - زغرتا
- مستشفى المركز الجامعي - نوتردام ديس سيكورس - جبيل
- مستشفى شتورة - شتورة، البقاع
- مركز كليمنصو الطبي - بيروت
- د. جورج مواربس - فرن الشباك -
- المركز الطبي الجامعي - مستشفى رزق - بيروت
- مستشفى دو ليفانت - حرش تابت - سن الفيل
- مستشفى الكورة - الكورة ، شمال لبنان

- مستشفى عين وزين - عين وزين - الشوف
- مستشفى حمود - المركز الطبي الجامعي صيدا
- فندق ديو دي فرانس - بيروت
- مستشفى بيروت الدولي بيروت
- مستشفى أبو جودة - جل الديب
- هابيتال حايك - حرش تابت - سن الفيل
- المستشفى اللبناني الجعيتاوي - بيروت
- المستشفى اللبناني الفرنسي - زحلة
- مستشفى سرحال - الرابية
- مستشفى يوسف رحبان - زغرتا
- مستشفى الكورة - حي الكورة
- مستشفى ألبرت هيكل هيبل ألبرت هيكل - حي الكورة
- المستشفى الإسلامي الخاص - طرابلس
- المستشفى الإسلامي العام - طرابلس
- مستشفى كامل الوطني - عاليه
- مستشفى خوري العام - زحلة ، لبنان
- مستشفى المقاصد العام - بيروت
- مستشفى القلب اللبناني - طرابلس
- مستشفى ملكي - طرابلس
- عيادة الشرق الأوسط لليزر - الحازمية
- مستشفى منى - طرابلس
- مستشفى جبل لبنان ، مركز غريوس الطبي - الشياح
- مستشفى مظلوم الجديد - طرابلس
- مستشفى نيني - طرابلس
- مستشفى نوتردام البحري - جبيل
- مستشفى نوتر دام - جونيه
- مستشفى رفيق الحريري الجامعي - جناح
- مستشفى القلب المقدس - الحازمية
- مستشفى الساحل - بيروت
- مستشفى سانت تشارلز - الفياضية
- مستشفى سان جورج - بيروت
- مستشفى سان جورج - عجلتون
- مستشفى القديس يوسف (الدورة ، لبنان) - الدورة
- مستشفى القديس معارقي
- مستشفى تنورين الحكومي - تنورين ، البترون

- مستشفى طراد - بيروت
- مستشفى الزهراء الجامعي - بيروت
- مستشفى النبطية الحكومي - النبطية
- مستشفى الهيكل - ضهر العين ، شمال لبنان

- مستشفى الحكمة - النبطية
- مستشفى النجدة - النبطية
- مستشفى الجنوب - النبطية
- مستشفى غندور - النبطية
- مستشفى حيرام - صور - جل البحر
- مستشفى جبل عامل - صور
- مركز LAU الطبي - مستشفى رزق - الأشرفية - بيروت
- ادفانسد BMI لتخفيف الوزن - جبل لبنان

المستشفى اللبناني الإيطالي - صور ، لبنان
- مستشفى شهيب الدولي عاليه
- مستشفى دار الشفاء - طرابلس، أبي سمراء [1]
- مستشفى الساحل (بيروت)